# Ellenor Svensson
Ellenor Susanne Svensson (Längbro, Suecia, 3 de febrero de 1971) es un nadadora retirada especializada en pruebas de estilo libre. Fue subcampeona mundial en 4x100 metros libres durante el Campeonato Mundial de Natación en Piscina Corta de 1993.
Representó a Suecia en los Juegos Olímpicos de Barcelona 1992.

## Palmarés internacional
| Campeonato Mundial de Natación en Piscina Corta | Campeonato Mundial de Natación en Piscina Corta | Campeonato Mundial de Natación en Piscina Corta | Campeonato Mundial de Natación en Piscina Corta |
| Año                                             | Lugar                                           | Medalla                                         | Prueba                                          |
| ----------------------------------------------- | ----------------------------------------------- | ----------------------------------------------- | ----------------------------------------------- |
| 1993                                            | Palma de Mallorca ( España)                     | Medalla de plata                                | 4 × 100 m libre                                 |
| 1995                                            | Río de Janeiro ( Brasil)                        | Medalla de bronce                               | 4 × 100 m libres                                |
| Campeonato Europeo de Natación                  |                                                 |                                                 |                                                 |
| Año                                             | Lugar                                           | Medalla                                         | Prueba                                          |
| 1993                                            | Sheffield ( Reino Unido)                        | Medalla de plata                                | 4 × 100 m libres                                |
| 1995                                            | Viena ( Austria)                                | Medalla de plata                                | 4 × 100 m libres                                |